# Eufemio Cabral
Eufemio Raúl Fernández Cabral (né le 21 mars 1955 à Asuncion au Paraguay) est un footballeur international paraguayen qui évoluait au poste de milieu de terrain.

## Biographie

### Carrière en club
Eufemio Cabral évolue pendant neuf saisons en Espagne. Il joue également au Paraguay et au Portugal.
Il dispute 203 matchs au sein des championnats espagnols, marquant 12 buts, avec notamment 100 matchs et trois buts en première division. 
Il dispute également quatre matchs en Coupe de l'UEFA.
Il remporte une Coupe d'Espagne avec le club de Valence.

### Carrière en sélection
Eufemio Cabral reçoit dix sélections en équipe du Paraguay, sans inscrire de but, entre 1985 et 1986.
Le 17 novembre 1985, il dispute un match contre le Chili rentrant dans le cadre des éliminatoires du mondial 1986.
Il figure dans le groupe des sélectionnés lors de la Coupe du monde de 1986. Lors du mondial organisé au Mexique, il ne joue aucun match.

## Palmarès
Valence
- Coupe d'Espagne (1) :
  - Vainqueur : 1978-79.